# Toše Proeski
Todor »Toše« Proeski (makedonsko Тодор „Тоше“ Проески), makedonski pevec, * 25. januar 1981, Prilep, SR Makedonija, Jugoslavija, † 16. oktober 2007, Nova Gradiška, Hrvaška.

## Biografija
Toše Proeski se je rodil v aromunski družini v Prilepu in otroštvo preživel v Kruševu v osrednji Makedoniji. Starša Dominika in Nikola sta že v njegovem ranem otroštvu opazila njegov glasbeni talent. Njegov prvi javni nastop je bil leta 1992 na otroškem glasbenem festivalu Zlatno Slavejče v Skopju, kjer je nastopil s pesmijo Јаs i mојоt dеdо v aromunščini. Prepoznavnost je dosegel na mladinskem festivalu Melfest v Prilepu, na katerem je zmagal dvakrat zapored v letih 1996 in 1997. Po nastopih na festivalu Makfest leta 1997 v Štipu s pesmijo Pušti me in festivalu Skopje Fest (makedonski izbor za pesem Evrovizije) naslednjega leta s pesmijo Ostani do kraj, kjer je osvojil tretje mesto, je sledil njegov preboj.
Pričel je sodelovati z uveljavljenim makedonskim skladateljem Grigorjem Koprovom, s katerim je izdal svoje največje uspešnice, med katerimi sta bili prvi Usni na usni in Sonce vo tvoite rusi kosi. Leta 1999 je izdal prvi album Nekade vo noḱta, istega leta je s pesmijo Tvoite bakneži na moite beli košuli na festivalu v Skopju slavil zmago po izboru občinstva. Poleti je imel prvi samostojni koncert v Skopju. 
Junija 2000 je izdal drugi album Sinot božji. Leta 2001 je na Podgorica Festivalu osvojil drugo mesto s pesmijo Nemir (duet s Karolino Gočevo), marca 2001 pa je imel v Skopju pet zaporednih koncertov, ki so bili razprodani do zadnjega kotička. V Grčiji je posnel svoj tretji album Ako me pogledneš vo oči, ki je izšel oktobra 2002 tako v makedonski kot v srbski različici Ako me pogledaš u oči. Novembra istega leta se je podal na prvo veliko turnejo. 
V Beogradu je aprila 2003 zmagal na Beoviziji s pesmijo Čija si, ki je postala velikanska uspešnica v vseh državah nekdanje Jugoslavije. S pesmijo Čija si naj bi Proeski na Pesmi Evrovizije 2003 zastopal Srbijo in Črno goro, ki bi tega leta sodelovala prvič, vendar se zaradi prevelikega števila držav tega leta ni smela pridružiti.
Vokal je izpopolnjeval v New Yorku, kjer ga je petja učil sloviti profesor William Riley, ki je delal tudi z Lucianom Pavarottijem.

## Kariera
Njegov največji hit je pesem Čija si, s katero je leta 2003 zmagal na srbskem festivalu Beovizija (srbski izbor za pesem Evrovizije). Takrat si je Toše začel graditi tudi mednarodno kariero.
Leta 2004 je bil izbran za predstavnika Makedonije na Evroviziji. 14. februarja 2004 je na makedonski televiziji predstavil osem pesmi, izmed katerih je bila nato izbrana pesem Angel si ti (angleško Life), s katero je na izboru v Istanbulu osvojil 14. mesto.
Leta 2003 je prejel Humanitarno nagrado Matere Tereze za svoje številne dobrodelne koncerte. Septembra 2004 je postal najmlajši Unicefov ambasador dobre volje. Njegova pesem Za ovoj svet (angleško This world), posneta leta 2004, je postala himna UNICEF-a.
Leta 2004 je izdal album Den za nas, četrti po vrsti in prvi, ki smo ga lahko kupili tudi v Sloveniji, leta 2005 pa je izdal hit album Pratim te. 
Leta 2006 je izšel Božilak, na katerem je Toše zapel priredbe tradicionalnih makedonskih pesmi. Na njem se nahaja tudi znana pesem Zajdi, zajdi, jasno sonce.
V letih 2006 in 2007 je osvojil drugo in prvo mesto na Hrvatskem radijskem festivalu. Njegova pesem Srce nije kamen je bila največkrat poslušana pesem na hrvaških radijskih postajah v letu 2006.
Avgusta 2007 je izdal album Igri bez granici, ki so ga kritiki bivše Jugoslavije ocenili kot album leta. Zadnji veliki koncert je imel 5. oktobra na mestnem stadionu v Skopju. Koncert je bil humanitarne narave, na koncu pa je Toše za svojo dobrodelnost prejel častno priznanje Matere Tereze.
Jeseni 2007 je v Sloveniji izšla njegova edina pesem v slovenščini z naslovom Moja. Konec oktobra je nameraval izdati prvi album v angleščini, na katerem bi se nahajal tudi duet Aria z italijansko pevko Gianno Nannini.

## Smrt
Toše Proeski je umrl 16. oktobra 2007 ob 6:20 v prometni nesreči na avtocesti A3 Zagreb–Lipovac, na Hrvaškem, pri Novi Gradiški v avtomobilu Volkswagen Touareg. Voznik avtomobila, 32-letni Georgij Georgijevski, je izgubil nadzor nad avtomobilom in trčil v tovornjak. Toše, ki je sedel na sovoznikovem sedežu, je v trenutku nesreče spal. Ob samem trku se niso odprle zračne blazine. Umrl je na kraju nesreče. Njegova menedžerka Ljiljana Petrović je dobila lažje, voznik pa težje telesne poškodbe.
Toše je bil pokopan 17. oktobra v Kruševu ob prisotnosti družine in velikega števila njegovih največjih oboževalcev, prijateljev in glasbenih sodelavcev s celega Balkana.
Oktobra 2021 so mu v bližini kraja nesreče postavili spomenik, izdelal ga je Slavko Bunić.

## The Hardest Thing
31. maja 2008 je bila na Hrvaškem radijskem festivalu prvič predstavljena pesem The Hardest Thing. Naslednji dan so jo začeli predvajati tudi na MTV Adria, ki je tudi posnela videospot iz starih posnetkov iz Londona in Jamajke, kjer je Toše snemal gradivo za svoj album v angleškem jeziku. Toše je preživel 20 dni na Jamajki leta 2006 s svojo menedžerko Liljano Petrović in producentom Avord produkcije Lastom Nikolovskim.
5. oktobra 2008, na obletnico njegovega zadnjega velikega koncerta v Skopju, je bil na Gradskem stadionu v Skopju organiziran velik spominski koncert, ki se ga je udeležilo več kot 45.000 ljudi. Na koncertu so med drugim nastopili Tony Cetinski, Nina Badrić, Alenka Gotar, Ruslana, Bojan Marović, Aki Rahimovski, Goca Tržan, Bilja Krstić, Kaliopi...
25. januarja 2009, na 28. obletnico Tošetovega rojstva, je v vseh državah bivše Jugoslavije izšel njegov prvi in edini angleški album The Hardest Thing. Vzporedno z albumom je na kino platna prišel tudi dokumentarni film z enakim naslovom, v katerem je prikazano Tošetovo glasbeno ustvarjanje na Jamajki. Premiera filma je bila 12. februarja 2009.

## So ljubov od Toše
25. januarja 2011, na Tošetov 30. rojstni dan, je izšel album So ljubov od Toše, na katerem se nahajajo 3 nove skladbe ter 13 priredb uspešnic svetovno znanih izvajalcev, kot so Sting, Bon Jovi, Elton John in Metallica.
25.01.2010, na Tošetov 29.rojstni dan, je izšel album Toše i prijatelji - Još uvijek sanjam da smo zajedno. Na CD 1 je edina pesem, ki jo je odpel Toše - Još uvijek sanjam, da smo zajedno. Za preostalih 8 pesmi je Toše napisal glasbo, vendar jih ni utegnil tudi sam odpeti s svojim neponovljivim angelskim glasom, kakor so njegov vokal imenovali kritiki. Njemu v čast so jih zapeli naslednji Tošetovi prijatelji: Aki Rahimovski, Kaliopi, Bojan Marović, Tony Cetinski, Nina Badrić, Jelena Tomašević, Boris Novković, Elena Ristevska. Na CD2 pa so na željo Tošetovih številnih oboževalcev uvrstili instrumentalne verzije teh 8 pesmi.

## Diskografija

### Albumi
- Nekade vo noḱta (1999)
- Sinot božji (2001)
- Ako me pogledneš vo oči / Ako me pogledaš u oči (2002)
- Den za nas / Dan za nas (2004)
- Po tebe / Pratim te (2005)
- Božilak (2006)
- Igri bez granici / Igra bez granica (2007)
- The Hardest Thing (2009)
- Još uvijek sanjam da smo zajedno (2010)

### Singli
Njegova največja uspešnica je bila pesem "Čija si", s katero je zaslovel na območju celotnega Balkana.
Ostale uspešnice:
| Leto | Pesem                                   | Uvrstitev na lestvici | Uvrstitev na lestvici | Uvrstitev na lestvici | Uvrstitev na lestvici | Album                                         |
| Leto | Pesem                                   | Makedonija            | Srbija                | Hrvaška               | BIH                   | Album                                         |
| ---- | --------------------------------------- | --------------------- | --------------------- | --------------------- | --------------------- | --------------------------------------------- |
| 1999 | "Tajno moja"                            | 1                     | —                     | —                     | —                     | Sinot Božji                                   |
| 2003 | "Ako me pogledaš u oči"                 | 1                     | 1                     | —                     | —                     | Ako me pogledneš vo oči/Ako me pogledaš u oči |
| 2003 | "Soba za tugu"                          | 1                     | 1                     | —                     | —                     | Ako me pogledneš vo oči/Ako me pogledaš u oči |
| 2004 | "Life"                                  | —                     | 1                     | 2                     | —                     | Den za nas/Dan za nas                         |
| 2004 | "Čija si"                               | 1                     | 1                     | —                     | 1                     | Den za nas/Dan za nas                         |
| 2005 | "Žao mi je"                             | —                     | —                     | —                     | —                     | Po tebe/Pratim te                             |
| 2005 | "Ko ti to grize obraze"                 | 1                     | 1                     | 1                     | —                     | Po tebe/Pratim te                             |
| 2005 | "Lagala nas mala" (feat. Tony Cetinski) | 1                     | 1                     | 1                     | —                     | Po tebe/Pratim te                             |
| 2007 | "Srce nije kamen"                       | —                     | —                     | 1                     | —                     | Igri bez granici/Igra bez granica             |
| 2007 | "Volim osmijeh tvoj"                    | 1                     | 1                     | 1                     | —                     | Igri bez granici/Igra bez granica             |
| 2007 | "Nikoj kako tebe ne baknuva"            | 1                     | —                     | 1                     | —                     | Igri bez granici/Igra bez granica             |
| 2007 | "Veži me za sebe"                       | —                     | —                     | 1                     | —                     | Igri bez granici/Igra bez granica             |
| 2007 | "Igri bez granici"                      | 1                     | 1                     | 1                     | 1                     | Igri bez granici/Igra bez granica             |